# 18567 Segenthau
18567 Segenthau è un asteroide della fascia principale. Scoperto nel 1997, presenta un'orbita caratterizzata da un semiasse maggiore pari a 2,7789065 UA e da un'eccentricità di 0,0660394, inclinata di 3,35641° rispetto all'eclittica.